# Йевле
Йѐвле (на шведски: Gävle) е град в лен Йевлебори, централна Швеция. Главен административен център на едноименната община Йевле. Разположен е на брега на Ботническия залив. Намира се на 101 km на север от столицата Стокхолм. ЖП и шосеен транспортен възел. Има пристанище. Населението на града е 71 033 жители по данни от преброяването през 2010 г.

## Спорт
Представителният футболен отбор на града се казва Йефле ИФ.

## Побратимени градове
- Ист Лъндън, ЮАР
- Йовик, Норвегия